# Patty Bonet
Patty Bonet (Valencia, 1984) es una actriz y periodista española.

## Biografía
Patty Bonet nació en Valencia el 21 de noviembre de 1984. Es licenciada en Periodismo por la Universidad CEU Cardenal Herrera. Bonet es albina, desde los cinco años de edad ha formado parte de la Coral Allegro de la ONCE.
Como periodista es locutora del espacio Para que veas, en Radio 5 Todo Noticias, y colaboradora en el programa Cine a ciegas de Radio Requena COPE. También ha conducido los Premios Solidarios, el Concurso Escolar ONCE, la Bienal de Música y el espacio ConONCE nuestras agencias.
Ha participado en diferentes series, como Feria: la luz más oscura, o películas, como Los renglones torcidos de Dios. Además ha escrito y dirigido cortometrajes, como De puntillas, ¿Lo ves? y Breaking Myths.
Desde septiembre de 2022 se incorporó al equipo de presentadoras de los sorteos de la ONCE, espacio televisivo emitido en Televisión Española.
En 2024 fue parte del reparto de El hoyo 2, película de Netflix.
En 2025, durante las celebraciones por el Día de la Mujer, la Delegación del Gobierno en Madrid reconoció su labor en la visibilización del albinismo y la diversidad funcional en la II edición de los Reconocimientos ‘8M. 8 Mujeres, 8 Motivos’.

## Filmografía

### Películas
- De puntillas (2015)
- ¿Lo ves? (2016)
- Breaking Myths (2018)
- Los renglones torcidos de Dios (2022)
- El hoyo 2 (2024)

### Series de televisión
- Feria: la luz más oscura

## Publicaciones
- Albinismo. Un reto educativo[2]